# Zoll (Behörde)
Die Zollverwaltung, häufig auch (der) Zoll (französisch douane), ist eine umfassende Bezeichnung für eine oder mehrere (zumeist nationale) Behörden, die im Rahmen des Zollrechts ihre primären Aufgaben aus der Erhebung von Zoll- und Steuerabgaben sowie der Überwachung des grenzüberschreitenden Warenverkehrs beziehen. Daneben können je nach Staat besondere Aufgaben hinzukommen, beispielsweise in Deutschland und Österreich Bekämpfung der Schwarzarbeit, in Italien Aufgaben des allgemeinen Grenzschutzes oder in der Schweiz die Erhebung der Lenkungsabgaben, zum Beispiel auf flüchtige organische Verbindungen.

## Begriffsbestimmung
Eine Zollverwaltung ist im Zollgebiet des jeweiligen Staates die für die Anwendung der zollrechtlichen Vorschriften ermächtigte zuständige Behörde. Das Portfolio dieser Zuständigkeiten kann von Land zu Land sehr verschieden sein und reicht meist von den klassischen Aufgaben wie Abgabenerhebung und Schmuggelbekämpfung weiter bis zur Bekämpfung von Schwarzarbeit, Schutz von Bergbaurechten in der Nordsee usw.
Meist – aber nicht immer – sind die Zollverwaltungen der jeweiligen Finanzverwaltung angegliedert oder sind selbst Finanzbehörden (z. B. in Deutschland und den meisten EU-Staaten); in einigen Fällen steht allerdings der Sicherheitsaspekt im Vordergrund, etwa zur Terrorbekämpfung (USA, Kanada usw.).

## Einige nationale Zollverwaltungen
| Land                                         | Behörde/n | offizielle Internetadresse/n                                       | Zuständigkeiten / Bemerkungen |
| EU-Staaten (siehe auch Zollgebiet der Union) | EU-Staaten (siehe auch Zollgebiet der Union) | EU-Staaten (siehe auch Zollgebiet der Union)                       | EU-Staaten (siehe auch Zollgebiet der Union) |
| -------------------------------------------- | --- | ------------------------------------------------------------------ | --- |
| Deutschland                                  | Bundeszollverwaltung | www.zoll.de                                                        | Überwachung der Zollgrenze, Grenzaufsicht und zollamtliche Überwachung; Überwachung von Verboten und Beschränkungen bei der Einfuhr, Ausfuhr und Durchfuhr von Waren, die keine Gemeinschaftswaren sind; Einnahme von Verbrauchsteuern: Alkoholsteuer, Alkopopsteuer, Biersteuer, Energiesteuer, Kaffeesteuer, Schaumweinsteuer, Stromsteuer, Tabaksteuer und Zwischenerzeugnissteuer, Erhebung der Kraftfahrzeugsteuer, Einnahme von Zöllen für die Europäische Union (75 % aller Zölle werden an die EU abgeführt), Einnahme der Einfuhrumsatzsteuer, Wasserzoll (ist Bestandteil der deutschen Küstenwache siehe auch Koordinierungsverbund Küstenwache); Bekämpfung von Schwarzarbeit und Geldwäsche; Verhinderung der Zufuhr von Fälschungen in den Wirtschaftskreislauf; Vollstreckung von Geldforderungen des Bundes und der bundesunmittelbaren juristischen Personen des öffentlichen Rechts (Pfändungen und ggf. Verwertungen) Die Zollverwaltung ist nicht zuständig für den Wegzoll → Maut. |
| Österreich                                   | Zollverwaltung, Operative Zollaufsicht (OZA) | bmf.gv.at/zoll, OZA                                                | Siehe auch: Zollwache (bis 2004). Die Zollverwaltung ist nicht zuständig für die Maut → ASFINAG |
| Belgien                                      | Administratie der Douane en Accijnzen, Administration des Douanes et Accises, Zoll- und Akzisenverwaltung                                          | Deutsch, Niederländisch, Französisch                               | |
| Bulgarien                                    | Агенция „Митници“ (Agentur „Zoll“) | https://customs.bg/wps/portal/agency/home                          | |
| Frankreich                                   | Direction générale des Douanes et Droits indirects                                                                                                 | www.douane.gouv.fr                                                 | |
| Italien                                      | Agenzia delle Dogane und Guardia di Finanza | Agenzia delle Dogane e dei Monopoli, Guardia di Finanza            | |
| Luxemburg                                    | Zoll- und Verbrauchsteuerverwaltung | www.douanes.public.lu                                              | |
| Niederlande                                  | Belastingdienst, Douane | www.belastingdienst.nl, www.douane.nl                              | |
| Polen                                        | Służba Celna | www.mf.gov.pl/sluzba-celna                                         | |
| Portugal                                     | Autoridade tributária e aduaneira (Finanzverwaltung)                                                                                               | www.portaldasfinancas.gov.pt                                       | |
| Rumänien                                     | Directia Generala a Vamilor | www.customs.ro                                                     | |
| Schweden                                     | Tullverket | www.tullverket.se                                                  | |
| Spanien                                      | Agencia Tributaria (Zollverwaltung), Guardia Civil (Zollkontrolle) und Servicio de Vigilancia Aduanera (Zollfahndung)                              | Agencia Tributaria, Guardia Civil, Servicio de Vigilancia Aduanera | |
| Tschechien                                   | Celní správa České republiky | www.celnisprava.cz                                                 | |
| Zypern                                       | Cyprus Customs and Excise Department | www.mof.gov.cy                                                     | |
| Nicht-EU-Staaten                             | |                                                                    | |
| Andorra                                      | Duana Andorrana | www.duana.ad                                                       | |
| Großbritannien und Nordirland                | HM Revenue & Customs | www.hmrc.gov.uk                                                    | |
| Schweiz und Liechtenstein                    | Bundesamt für Zoll und Grenzsicherheit (BAZG) | www.bazg.admin.ch                                                  | Das BAZG erhebt bei der Grenzabfertigung Zölle, Steuern und weitere Abgaben. Dazu gehören insbesondere: die Einfuhrzölle; die Mehrwertsteuer; Monopolgebühren, zum Beispiel auf Alkoholika; die Biersteuer; die Tabaksteuer; die Leistungsabhängige Schwerverkehrsabgabe; die Mineralölsteuer; die Vignette; Lenkungsabgaben, zum Beispiel auf flüchtige organische Verbindungen; die Automobilsteuer. Vollzug wirtschaftlicher Maßnahmen, beispielsweise überwacht das BAZG beispielsweise die Ein- und Ausfuhr gewisser Waren oder erstellt Statistiken zum Außenhandel und zum internationalen Transitverkehr. Außerdem Schutz vor Schmuggel, Markenpiraterie und zuständig für die Einhaltung von Verboten und Beschränkungen. Zum 1. Januar 2022 wurde die bisherige Eidgenössische Zollverwaltung (EZV) und das Grenzwachtkorps zum Bundesamt für Zoll und Grenzsicherheit (BAZG) zusammengelegt. Siehe auch: Schweizer Zollgebiet                                                                |
| Bosnien und Herzegowina                      | Uprava za indirektno / neizravno oporezivanje BiH (UNO, Indirect Taxation Authority of B&H) und Granične policije BiH (Granpol, Border Police BiH) | uino.gov.ba; granpol.gov.ba (en)                                   | Mehrwertsteuer, Verbrauchsteuern, Maut, Zoll, Schmuggelbekämpfung; Grenzwache |
| Kanada                                       | Canada Border Services Agency (CBSA) bzw. Agence des services frontaliers du Canada (ASFC)                                                         | www.cbsa-asfc.gc.ca                                                | Grenzübergange, Einwanderungskontrollen, Grenzkontrollen und Zollkontrollen |
| Kosovo                                       | Dogana e Kosovës | dogana.rks-gov.net                                                 | |
| Neuseeland                                   | New Zealand Customs Service | www.customs.govt.nz                                                | |
| Osttimor                                     | Autoridade Aduaneira | https://customs.gov.tl                                             | |
| Norwegen                                     | Tollvesenet | www.toll.no                                                        | |
| Russland                                     | Федеральная таможенная служба | www.customs.ru                                                     | |
| USA                                          | United States Customs and Border Protection und United States Immigration and Customs Enforcement                                                  | www.cbp.gov, www.ice.gov                                           | |

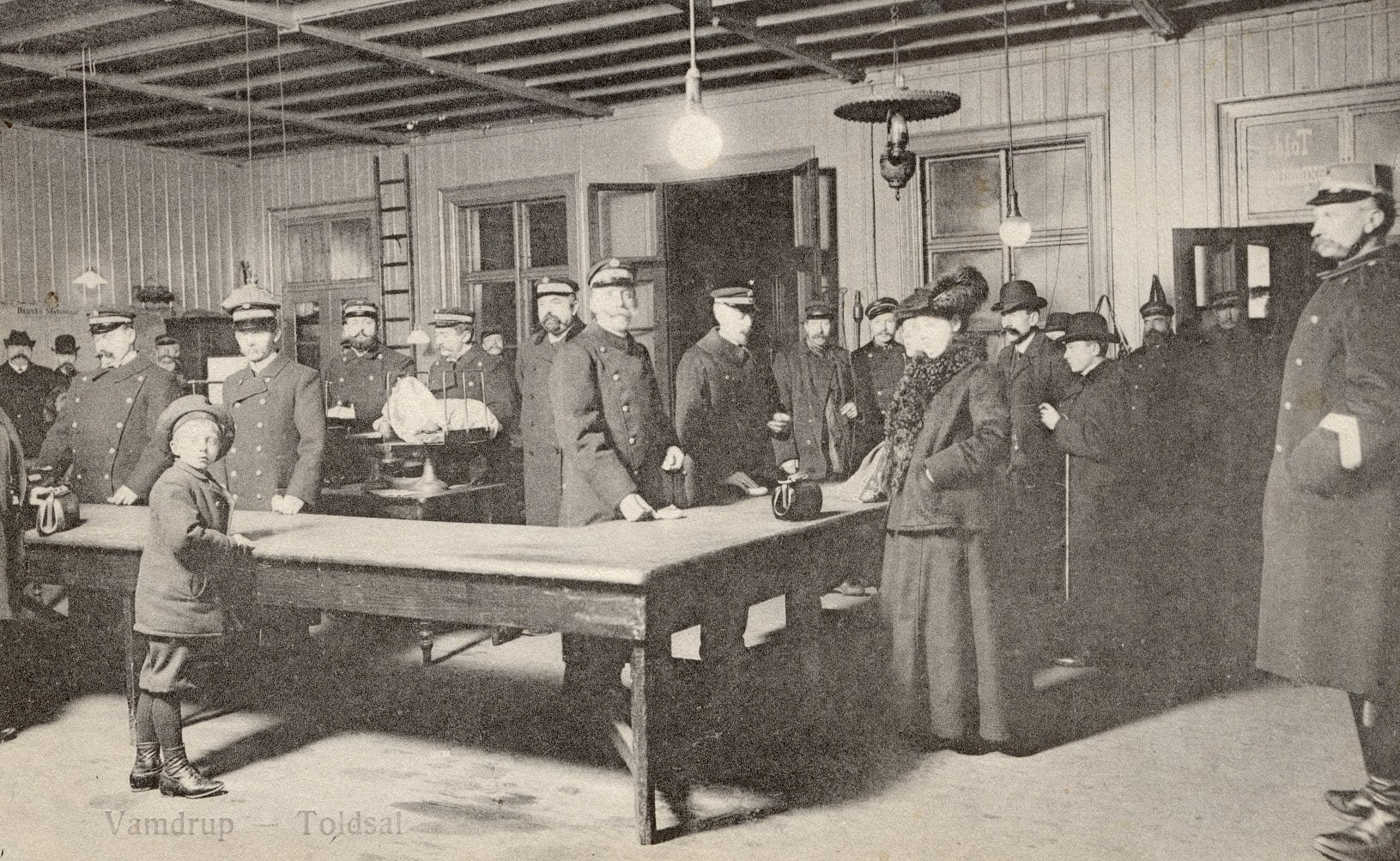
Zollkontrolle D – DK ca. 1910
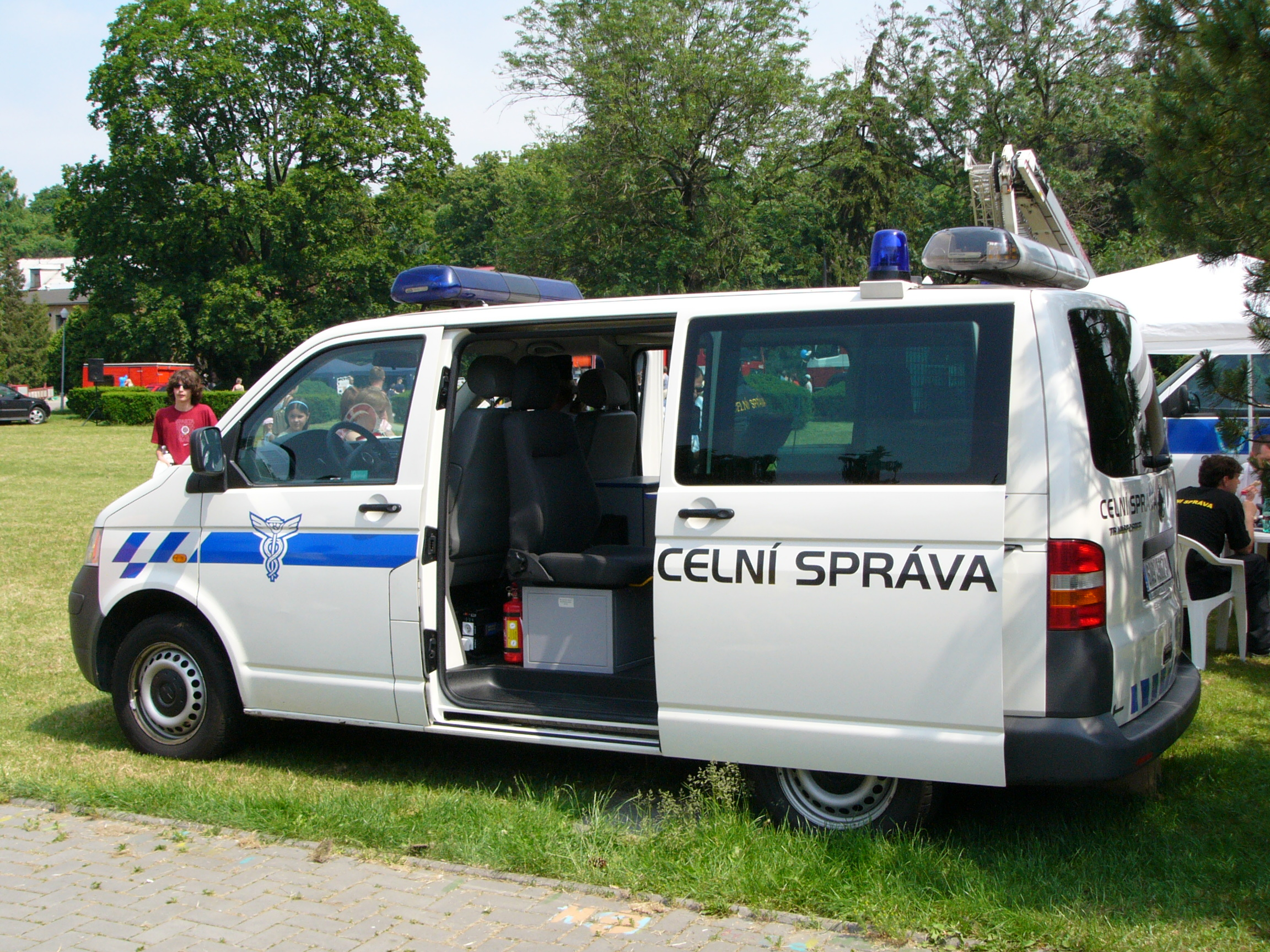
Fahrzeug des tschechischen Zolls
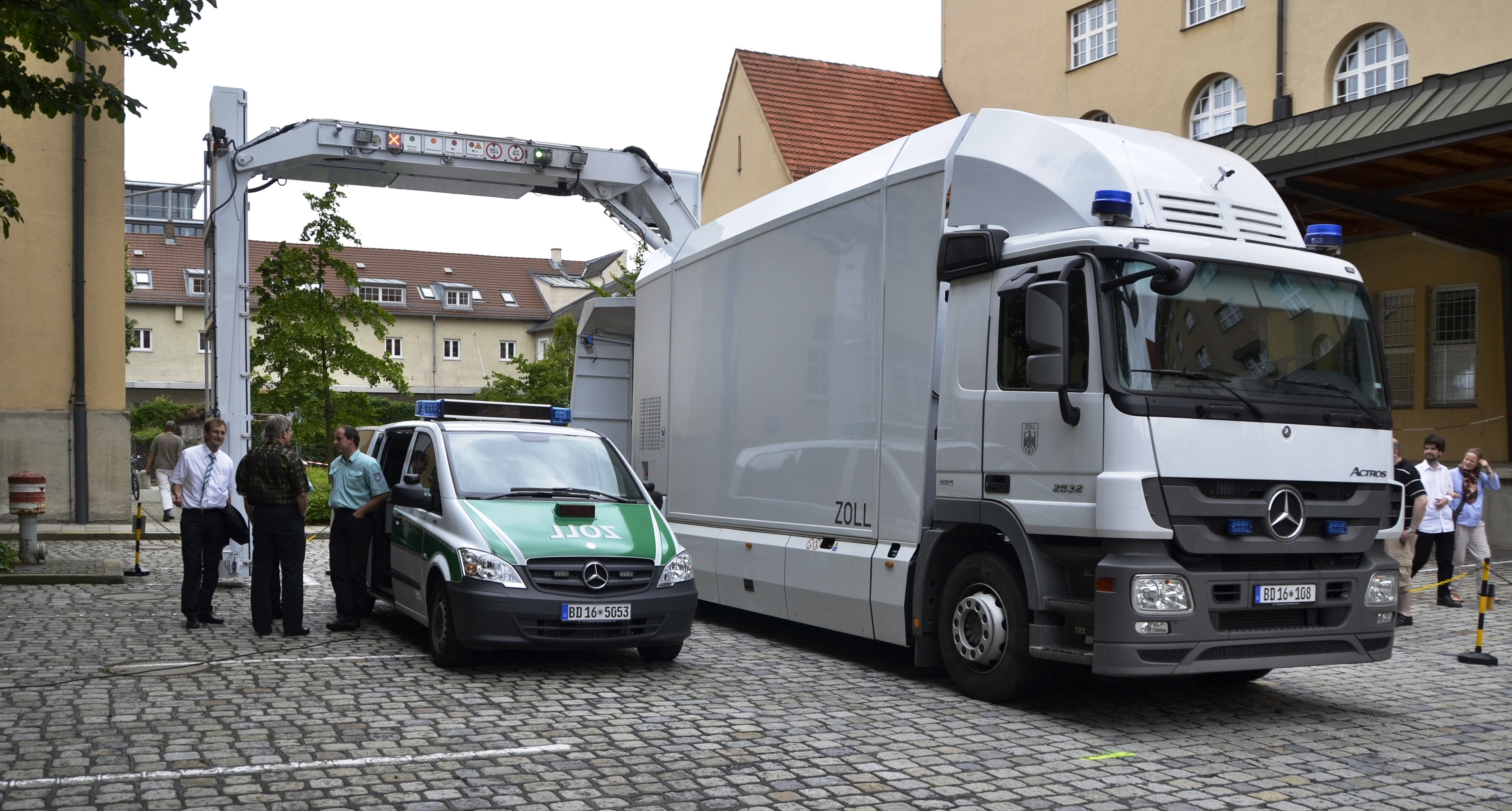
Röntgenmobil des deutschen Zolls
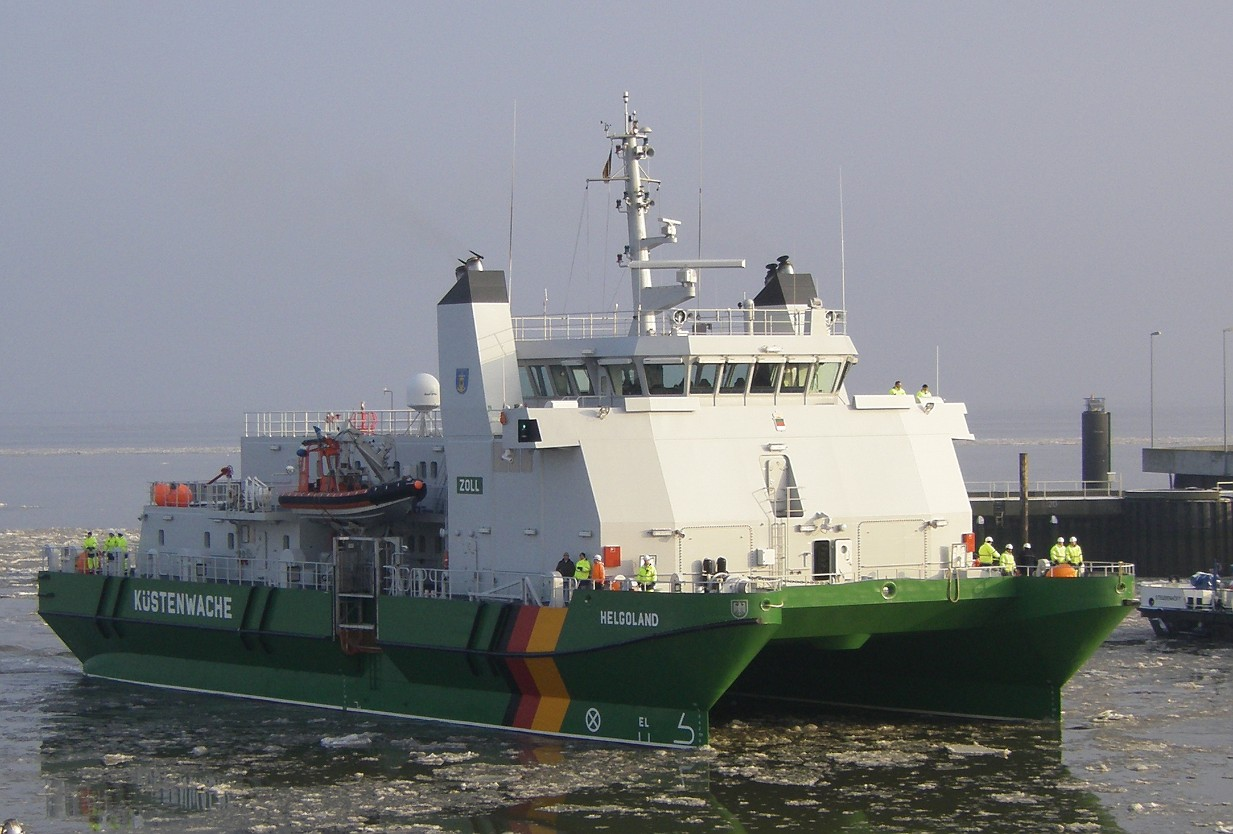
Der deutsche Zollkreuzer Helgoland (ein SWATH-Schiff) beim Einlaufen in den Hafen von Cuxhaven.